# Verwaltungsfachwirt
Der Verwaltungsfachwirt ist ein beruflicher Fortbildungsabschluss nach dem Berufsbildungsgesetz (BBiG), der an einem Studieninstitut bzw. einer Verwaltungsschule wie z. B. dem Hessischen Verwaltungsschulverband (HVSV) oder der Bayerischen Verwaltungsschule (BVS) erworben werden kann. Die Fortbildung zum Verwaltungsfachwirt stellt praktisch die „Meisterprüfung“ der Verwaltungsberufe dar. Zielgruppe sind Beschäftigte, die für Positionen vergleichbar mit denen der Dritten Qualifikationsebene bei Beamten qualifiziert werden sollen.
Der Bundesverband der Verwaltungsschulen und Studieninstitute hat auf seiner 55. Bundestagung im November 2017 einen Kompetenz-Rahmenplan für die Aufstiegsfortbildung (Verwaltungsfachwirt nach Berufsbildungsgesetz und Verwaltungslehrgang II nach öffentlichem Tarifrecht) beschlossen. Damit besteht erstmals eine bundesweite Grundlage für derartige Qualifizierungslehrgänge. Der Rahmenplan orientiert sich an den einschlägigen Empfehlungen des Bundesinstituts für Berufsbildung. In Brandenburg wurde auf Grundlage des bundesweiten Rahmenplans bereits die Aufstiegsfortbildung zum „Verwaltungsfachwirt“ entsprechend angepasst. Der Rahmenplan für den Fortbildungslehrgang zum Verwaltungsfachwirt/zur Verwaltungsfachwirtin im Land Brandenburg wurde am 27. Dezember 2018 im Amtsblatt des Landes Brandenburg bekannt gegeben.
Mit dem Zeugnis wird die Bezeichnung „Verwaltungsfachwirt/-in“ verliehen. Zudem erhalten alle erfolgreichen Absolvent(inn)en der BVS eine allgemeine Hochschulzugangsberechtigung in Bayern.
Verwaltungsfachwirte werden in unterschiedlichen Tätigkeiten und Rechtsgebieten innerhalb der öffentlichen Verwaltung eingesetzt. Oft nehmen sie Führungsrollen (z. B. Sachgebiets- oder Abteilungsleiter) wahr.

## Voraussetzungen
Zum Besuch des Lehrganges nach dem Berufsbildungsgesetz muss eine der folgenden beruflichen Voraussetzungen vorliegen:
- Berufsabschluss Verwaltungsfachangestellter/Verwaltungswirt oder
- Fachangestellter für Bürokommunikation, Kaufmann für Büromanagement (nicht an allen Studieninstituten/Verwaltungsschulen) oder
- Laufbahnprüfung für den mittleren nichttechnischen Verwaltungsdienst oder
- Abschluss der Fachprüfung I (Verwaltungslehrgang I)

Für die Zulassung zum Lehrgang ist darüber hinaus für die Inhaber oben genannter Berufsabschlüsse eine einschlägige Berufserfahrung im öffentlichen Verwaltungsdienst von ggf. mehreren Jahren als Sachbearbeiter in einer einschlägigen Entgeltgruppe (E 6 bis E 9a TVöD) notwendig. Hierbei wird vereinzelt von der Anstellungsbehörde ein Eignungstest und eine mündliche Prüfung für die Zulassung zu diesen Aufstiegslehrgängen verlangt.

## Fortbildungsinhalte
Inhalt der Fortbildung (in der Regel 800 Stunden, in Niedersachsen und Nordrhein-Westfalen über 1.000 Stunden) ist zum einen ein vertieftes Wissen auf dem Gebiet der staatlichen Rechtswissenschaft, zum anderen vertiefte Kenntnisse im Finanzwesen und kaufmännischen Rechnungswesen. Daneben werden auch diverse Sozialkompetenzen wie Mitarbeiterführung gelehrt. Die Fortbildung zum Verwaltungsfachwirt richtet sich in der Regel nach dem Berufsbildungsgesetz (BBiG). Dies kann zum Beispiel folgende Fächer umfassen:
- Staatskunde mit politikwissenschaftlichen Bezügen
- Grundlagen des Europarechts
- Volkswirtschaftslehre
- Organisation- und Personalmanagement
- kaufmännisches Rechnungswesen
- Finanzwesen
- Verwaltungsrecht
- öffentliches Baurecht
- E-Government
- Kommunalrecht
- Ordnungsrecht
- Privatrecht
- Sozialrecht
- Beamtenrecht und
- Arbeitsrecht
- Kommunikation und Führung in der öffentlichen Verwaltung

Die abzulegenden Prüfungen bestimmen sich nach der Prüfungsordnung des Studieninstitutes bzw. der Verwaltungsschule. Gleiches gilt auch für die Berechnung der Endnote. Einheitliche Regelungen bestehen nicht. Grundsätzlich besteht die Abschlussprüfung aus einem schriftlichen und einem mündlichen Teil.
Beim Hessischen Verwaltungsschulverband kann mit der Abschlussprüfung zum Verwaltungsfachwirt zugleich die Ausbildereignungsprüfung (AdA) erworben werden.
Wie Diplom-Verwaltungswirte (FH) auch, können Verwaltungsfachwirte Aufgaben der gehobenen Funktionsebene wahrnehmen. Ein tariflicher Anspruch auf eine höherwertige Beschäftigung ist mit dem Erwerb der Berufsbezeichnung Verwaltungsfachwirt nicht verbunden.

## Berufsbezeichnung
Die Berufsbezeichnung Verwaltungsfachwirt wird nicht von allen Studieninstituten vergeben.

### Kommunale Studieninstitute und Akademien
Beispielsweise die Bayerische Verwaltungsschule oder andere kommunale Studieninstitute wie das Niederlausitzer Studieninstitut in Brandenburg, der Hessische Verwaltungsschulverband, oder die Badische Gemeindeverwaltungsschule verleihen hingegen die Bezeichnung Verwaltungsfachwirt nach dem Berufsbildungsgesetz.

### Bundeswehr
So bescheinigten beispielsweise die Bundeswehrverwaltungsschulen bis 2007 die erfolgreiche Teilnahme an der „verwaltungseigenen Angestelltenprüfung II“. Im Bereich des Bundesministeriums der Verteidigung (BMVg) wird seit 2008 für die Absolventen der verwaltungseigenen Fachprüfung II die Bezeichnung Verwaltungsfachwirt vergeben. Für die Absolventen des ehemaligen Angestelltenlehrgangs II besteht über eine Übergangsregelung die Möglichkeit der nachträglichen Zuerkennung der Bezeichnung.

### Abgrenzung zur Polizei
In einigen Bundesländern (zum Beispiel Bayern) wird im mittleren Polizeivollzugsdienst nach Bestehen der Laufbahnprüfung die Bezeichnung Verwaltungsfachwirt – Polizei verliehen. Diese Bezeichnung ist jedoch eine Eigenkreation der Polizei und nicht zu verwechseln mit der oben beschriebenen Aufstiegsfortbildung nach dem Berufsbildungsgesetz. Im Gegensatz zur Berufsabschlussbezeichnung Verwaltungsfachwirt ist der Verwaltungsfachwirt – Polizei eine Bezeichnung auf der beamtenrechtlichen Qualifikationsebene des mittleren Dienstes.

## Eingruppierung
Die „zweite Prüfung“ ist nach Nr. 7 der Vorbemerkungen zur Entgeltordnung (VKA) grundsätzlich Voraussetzung für eine Eingruppierung in die Entgeltgruppe 9b und höher. Beide Abschlüsse (A II und Verwaltungsfachwirt) werden jedoch meist in allen Kommunalverwaltungen berufsrechtlich identisch angewandt und berechtigen die Angestellten gleichermaßen zur Wahrnehmung von Aufgaben (vergleichbar gehobener Dienst) der Entgeltgruppen 9b bis 12 TVöD (analog den Besoldungsgruppen des gehobenen Dienstes A 9 bis A 13). Voraussetzung einer solchen Eingruppierung ist jedoch die tatsächliche Übertragung einer entsprechend bewerteten Tätigkeit.
Vergleich der Entgeltgruppen nach dem TVöD mit den Besoldungsgruppen nach der BBesO
- E 9b TVöD ↔ A 9 BBesO (Inspektor)
- E 9c TVöD ↔ A 10 BBesO (Oberinspektor)
- E 10 TVöD ↔ A 11 BBesO (Amtmann)
- E 11 TVöD ↔ A 12 BBesO (Amtsrat)
- E 12 TVöD ↔ A 13 g. D. BBesO (Oberamtsrat)

Eine Eingruppierung in die Entgeltgruppen 13 bis 15 (vergleichbar dem höheren Dienst) ist nur Beschäftigten mit abgeschlossener wissenschaftlicher Hochschulbildung eröffnet. Bei Ausübung einer herausgehobenen Position im öffentlichen Dienst ist allerdings eine solche Eingruppierung auch unter Anerkennung entsprechender langjähriger Berufserfahrung (doppelte Regelstudienzeit eines wissenschaftlichen Hochschulstudiums) möglich.
Die mit der Verleihung des „Verwaltungsfachwirt/-in“ erhaltene allgemeine Hochschulzugangsberechtigung wird in Österreich mit der Berufsreifeprüfung gleichgesetzt und in Fragen der Eingruppierung als „B-wertig“ angesehen.

## Entgelt
Das monatliche Entgelt für Verwaltungsfachwirte für den Geltungsbereich des Tarifvertrags des öffentlichen Dienstes (TVöD), d. h. innerhalb der Bundes- und Kommunalverwaltung, kann den unten stehenden Entgelttabellen entnommen werden.

### Entgelt für Beschäftigte des Bundes
| Entgelt- gruppe | Grundentgelt             | Grundentgelt        | Entwicklungsstufen    | Entwicklungsstufen    | Entwicklungsstufen     | Entwicklungsstufen     |
| Entgelt- gruppe | Neu- einstellung Stufe 1 | nach 1 Jahr Stufe 2 | nach 3 Jahren Stufe 3 | nach 6 Jahren Stufe 4 | nach 10 Jahren Stufe 5 | nach 15 Jahren Stufe 6 |
| --------------- | ------------------------ | ------------------- | --------------------- | --------------------- | ---------------------- | ---------------------- |
| E 12            | 4.170,32                 | 4.581,34            | 5.061,67              | 5.594,63              | 6.220,01               | 6.516,74               |
| E 11            | 4.032,38                 | 4.410,41            | 4.765,62              | 5.151,01              | 5.678,44               | 5.975,19               |
| E 10            | 3.895,33                 | 4.191,53            | 4.528,25              | 4.893,44              | 5.300,10               | 5.433,63               |
| E 9 c           | 3.757,21                 | 4.013,80            | 4.334,08              | 4.683,04              | 5.061,38               | 5.182,84               |
| E 9 b           | 3.619,09                 | 3.736,32            | 4.029,91              | 4.352,06              | 4.706,63               | 5.003,35               |

### Entgelt für Beschäftigte der Vereinigung der kommunalen Arbeitgeberverbände (VKA)
| Entgelt- gruppe | Grundentgelt             | Grundentgelt        | Entwicklungsstufen    | Entwicklungsstufen    | Entwicklungsstufen     | Entwicklungsstufen     |
| Entgelt- gruppe | Neu- einstellung Stufe 1 | nach 1 Jahr Stufe 2 | nach 3 Jahren Stufe 3 | nach 6 Jahren Stufe 4 | nach 10 Jahren Stufe 5 | nach 15 Jahren Stufe 6 |
| --------------- | ------------------------ | ------------------- | --------------------- | --------------------- | ---------------------- | ---------------------- |
| E 12            | 4.170,32                 | 4.581,34            | 5.061,67              | 5.594,63              | 6.220,01               | 6.516,74               |
| E 11            | 4.032,38                 | 4.410,41            | 4.765,62              | 5.151,01              | 5.678,44               | 5.975,19               |
| E 10            | 3.895,33                 | 4.191,53            | 4.528,25              | 4.893,44              | 5.300,10               | 5.433,63               |
| E 9 c           | 3.787,84                 | 4.052,08            | 4.339,43              | 4.649,06              | 4.981,91               | 5.220,52               |
| E 9 b           | 3.566,89                 | 3.814,56            | 3.969,97              | 4.429,89              | 4.702,42               | 5.018,11               |

## Fortbildung und Studium

### Verwaltungsbetriebswirt
Seit der Jahrtausendwende fand bezüglich der Haushaltsführung der öffentlichen Verwaltungen ein radikaler Umbruch statt. So wurde nach und nach in vielen Kommunal- und Landesverwaltungen die kameralistische Haushaltsführung zu Gunsten der doppelten Buchführung (Doppik) und der Kosten- und Leistungsrechnung (KLR) abgeschafft. Insbesondere in den Kommunalverwaltungen wurden aufgrund des großen Kostendrucks Teilorganisationen in sogenannte „Öffentliche Betriebe“ umgewandelt. Um dieser Entwicklung Rechnung zu tragen, wurde zum Beispiel vom Hessischen Verwaltungsschulverband ein Fortbildungslehrgang für Verwaltungsfachwirte und Diplom-Verwaltungswirte (FH) zum Verwaltungsbetriebswirt (HVSV) angeboten, der die Themenbereiche Rechtsformen öffentlicher Betriebe, Investition und Finanzierung, Unternehmensbesteuerung, Kaufmännisches Rechnungswesen, Personalmanagement und Projektmanagement umfasst.

### Weitere Aufbaufortbildungen nach dem Berufsbildungsgesetz
Die Bayerische Verwaltungsschule bietet mit den Lehrgängen zum Verwaltungsbetriebswirt (BVS), Bilanzbuchhalter (BVS) und Verwaltungsinformationswirt (BVS) fachspezifische Aufbau-Weiterbildungen an.